# An American Prayer
An American Prayer è il nono e ultimo album dei Doors, pubblicato nel 1978.

## Descrizione
Cinque anni dopo lo scioglimento del gruppo (avvenuto nel 1973), Ray Manzarek, Robby Krieger e John Densmore si riunirono per la registrazione di questo album, realizzato sovrapponendo la voce del cantante del gruppo, Jim Morrison, morto nel 1971 e tratta da una registrazione di poesie declamate dal cantante nel marzo 1969 e l'8 dicembre 1970, alle musiche composte per l'occasione.
Il disco conquistò il disco d'oro e successivamente quello di platino.

## Tracce
Lato A
Testi e musiche di Jim Morrison, The Doors.
1. Awake – 0:35
2. Ghost Song – 2:48
3. Dawn's Highway – 1:25
4. New Born Awakening – 2:20
5. Black Polished Chrome / Latino Chrome – 2:47
6. Stoned Immaculate – 1:34

Lato B
Testi e musiche di Jim Morrison, The Doors.
1. American Night – 0:40
2. Roadhouse Blues – 4:55
3. Astrology Rap – 0:44
4. World on Fire – 1:10
5. The Hitchhiker – 2:10
6. An American Prayer – 6:48
7. The End – 11:35

Edizione CD del 1995 (Rimasterizzato), pubblicato dalla Elektra Records (61812-2)
Testi e musiche di Jim Morrison, The Doors.
1. Awake – 0:36 – Awake
2. Ghost Song – 2:51 – Awake
3. Dawn's Highway – 1:22 – Awake
4. Newborn Awakening – 2:26 – Awake
5. To Come of Age – 1:02 – To Come of Age
6. Black Polished Chrome – 1:08 – To Come of Age
7. Latino Chrome – 2:15 – To Come of Age
8. Angels and Sailors – 2:47 – To Come of Age
9. Stoned Immaculate – 1:33 – To Come of Age
10. The Movie – 1:36 – The Poet's Dreams
11. Curses, Invocations – 1:58 – The Poet's Dreams
12. American Night – 0:28 – World on Fire
13. Roadhouse Blues – 5:53 – World on Fire
14. The World on Fire – 1:07 – World on Fire
15. Lament – 2:19 – World on Fire
16. The Hitchhiker – 2:16 – World on Fire
17. An American Prayer – 3:04 – An American Prayer
18. Hour for Magic – 1:18 – An American Prayer
19. Freedom Exists – 0:20 – An American Prayer
20. A Feast of Friends – 2:11 – An American Prayer
21. Babylon Fading – 1:40 – An American Prayer - Bonus Track
22. Bird of Prey – 1:04 – An American Prayer - Bonus Track
23. The Ghost Song – 5:16 – An American Prayer - Bonus Track

## Formazione

### Gruppo
- Jim Morrison – voce (registrazione del 1969 e 1970)
- Robby Krieger – chitarra (registrazione del 1978)
- Ray Manzarek – tastiere (registrazione del 1978)
- John Densmore – batteria (registrazione del 1978)

### Altri musicisti
- Reinol Andino – percussioni
- Bob Glaub – basso in Albinoni: Adagio
- Jerry Scheff – basso
- Arthur Barrow - sintetizzatore

## Classifica
- Billboard Music Charts (Nord America)

### Album
| Anno | Chart      | Posizione |
| ---- | ---------- | --------- |
| 1978 | Pop Albums | 54        |

### Singoli
| Anno | Singolo                                                         | Chart       | Posizione |
| ---- | --------------------------------------------------------------- | ----------- | --------- |
| 1979 | Roadhouse Blues (Live) / Albinoni's Adagio (The Severed Garden) | Pop Singles | /         |